# Susanna Amatuni
Susanna (Shushanik) Amatuni (en armenio: Շուշանիկ (Սուսաննա) Բակենի Ամատունի) (Ereván, 28 de febrero de 1924-20 de marzo de 2010) fue una crítica de arte, musicóloga, profesora y doctora en artes, y profesora de honor de la URSS armeniorusa.

## Biografía

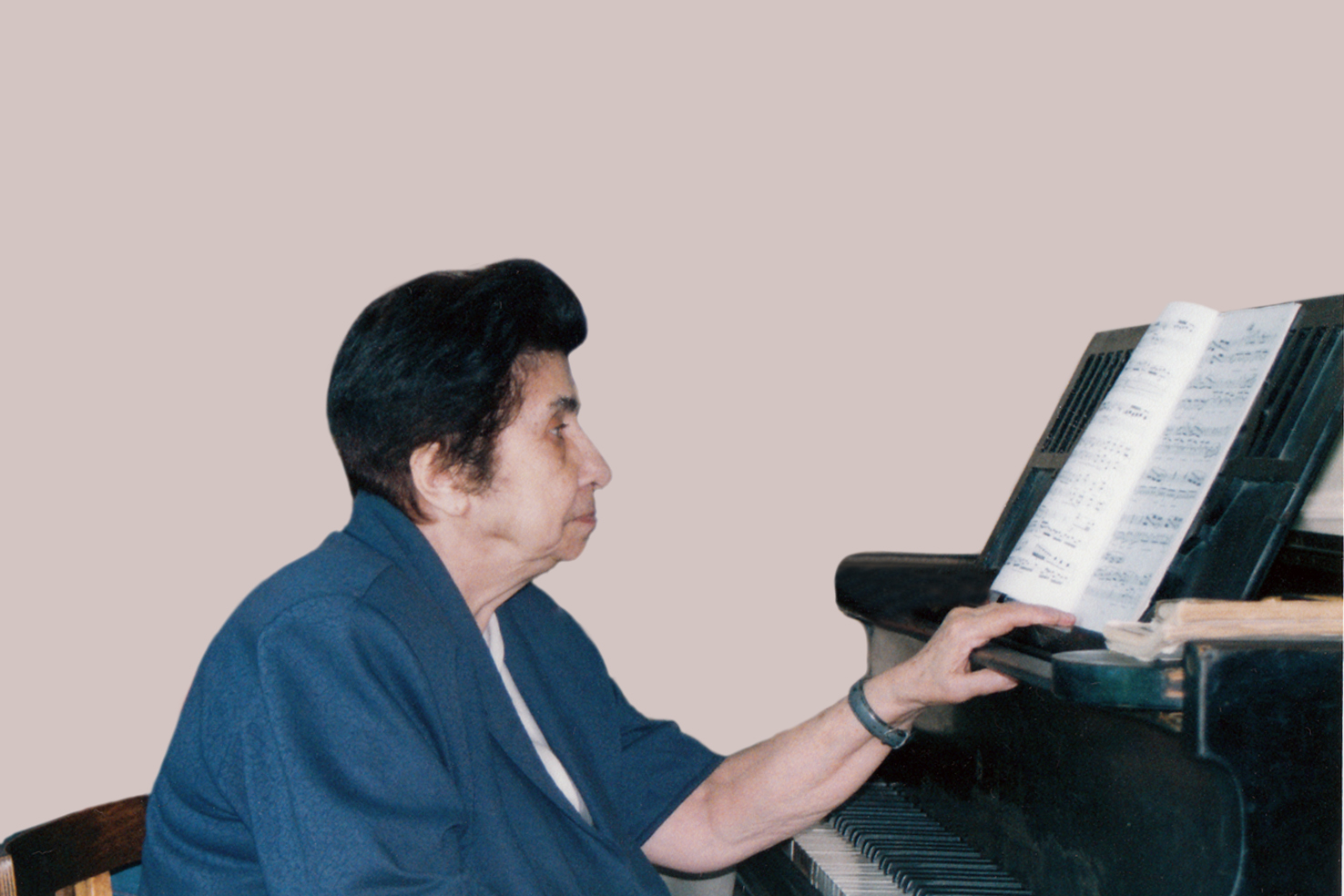
Susanna Amatuni en el piano.

Amatuni nació en 1924 en Ereván, Armenia. En 1943 se graduó en el Departamento de Física y Matemáticas de la Universidad Estatal de Shirak en Leninakan, Armenia; y en 1944, en la Escuela de Música Kara-Murza en la misma ciudad. Estudió en el Instituto de Música y Pedagogía Gnesin, Departamento de Teoría y Composición. En 1951 regresó a Armenia y hasta 1968 impartió materias teóricas en la Escuela de Música Chaikovsky de Ereván. En 1961 fue invitada a enseñar en el Conservatorio Estatal Komitas de Ereván, donde ideó su propio método e impartió un curso especial de Análisis Musical para el Departamento de Teoría. Además impartió la materia Método de Enseñanza del Piano y otros cursos. En 1988 recibió el título de Doctora en Artes por su monografía Arno Babajanyan. Instrumental creativity research.

## Obras
Es autora de Arno Babajanyan. Instrumental creativity research,  Vida y obra de Geghuni Chitchian (Ereván, 2003), libros de texto Literatura musical para el sexto grado de la Escuela de Música, Literatura musical para el séptimo grado de la Escuela de Música (1.ª y 2.ª edición). Su investigación científica incluye el análisis de las peculiaridades melódicas y estilísticas de las obras de Sayat-Nova, Komitas, Arno Babajanian, Anushavan Ter-Ghevondyan, Haro Stepanyan, Geghuni Chitchian y otros compositores. 

## Premios y distinciones
- Medalla al Trabajador Veterano.
- Maestro de honor de la ASSR (1966)